# Ахматовская премия
Ахма́товская пре́мия Акаде́мии нау́к — российская академическая премия в размере 1000 рублей.
Ахматовская премия вручалась за лучшие научные труды и произведения изящной словесности, она была установлена в память тайного советника М. Н. Ахматова, завещавшего свой капитал Академии наук; начиная с 1909 года присуждались ежегодно.
Михаил Николаевич Ахматов (8 июня 1823—31 марта 1891) — в словарях и классах о чине с 1846 года. Действительный статский советник с 1867 года, тайный советник с 1873 года. В отставке с 1874 года. Умер от повешения в припадке психического расстройства. 21 июля 1899 года газета «Астраханский листок» опубликовала заметку под названием «Крупное пожертвование», где было написано следующее: «Газета сообщает, что умерший тайный советник Михаил Николаевич Ахматов всё свое состояние в сумме около 200 тысяч рублей завещал по частям — в пользу Казанского университета, где сам учился, в пользу Академии наук и на устройство в принадлежащем ему селе Началово школы, больницы и ссудосберегательной кассы для крестьян». Михаил Николаевич Ахматов, представитель рода Ахматовых, возможно, младший брат Елизаветы Николаевны Ахматовой. В 1909 году на деньги Ахматова в селе Началово была открыта единственная в Астраханской губернии школа садоводства и огородничества. Её стали именовать Ахматовской. Здесь же была построена больница, которую также называли Ахматовской. Ахматовская школа сыграла большую роль в развитии садоводства на Астраханской земле. Преемником школы стал сельскохозяйственный техникум. В здании школы садоводства долгое время находился лесной санаторий.

## Лауреаты Ахматовской премии Академии наук
- 1909 год Ону, Александр Михайлович — «Выборы во Франции в 1789 году и наказы третьего сословия с точки зрения их соответствия истинному настроению страны. Часть первая. Опыт установления метода исследования и критика наказов как исторического источника» (СПб., 1908. — 718 с.)
- 1909 год Шамонина, Надежда Николаевна — ряд статей и книг о писательнице Н. С. Кохановской (Соханской).
- 1910 год Семёнов-Тян-Шанский, Вениамин Петрович — «Город и деревня Европейской России».
- 1911 год Цвет, Михаил Семёнович — книга (диссертация) «Хромофиллы в растительном и животном мире».
- 19?? год Кульбакин, Степан Михайлович — диссертация «Охридская рукопись Апостола конца XII века».
- 19?? год Паренсов, Пётр Дмитриевич — «Из прошлого : Воспоминания офицера Ген. штаба П. Паренсова».
- 1912 год Барвинок, Владимир Иванович — «Никифор Влеммид и его сочинения».
- 1914 год Ласкарев, Владимир Дмитриевич — за большой вклад в изучение геологического строения Европейского континента.
- 1914 год Динник, Николай Яковлевич — «Звери Кавказа».
- 1914 год Белоруссов, Иван Михайлович — «Словарь Ломоносовского языка».
- 1915 год Жижиленко, Александр Александрович — диссертация: «Наказание. Его понятие и отличие от других правоохранительных средств».
- 1916 год Новосельский, Сергей Александрович — «Смертность и продолжительность жизни в России» — Петроград, 1916.